# Duplex A86
Pour les articles homonymes, voir Duplex.
Le Duplex A86 est un tunnel autoroutier long de dix kilomètres, mono-tube et à voies superposées, composé de deux sections et emprunté par l'A86 dont il est la seule section soumise à péage. Il permet de relier Rueil-Malmaison à Vélizy-Villacoublay, au niveau du bois du Pont Colbert, dans les départements des Hauts-de-Seine et des Yvelines.
En 2009, la section de 4,5 km entre Rueil-Malmaison et l'autoroute A13 est ouverte. La section de 5,5 km entre l'A13 et Vélizy-Villacoublay est inaugurée le 8 janvier 2011 et ouverte le 9 janvier 2011, achevant ainsi le bouclage de l'A86.
Le tunnel est composé de deux niveaux de circulation superposés et unidirectionnels, afin d'éviter la possibilité d'une collision frontale, d'où son nom de « Duplex ». Cofiroute, filiale de Vinci Autoroutes, en est le concessionnaire jusqu'en 2086[réf. nécessaire].
Il est le plus long tunnel routier situé intégralement sur le territoire français.

## Historique
Inscrit dès 1970 au schéma directeur de la région Île-de-France, le bouclage de l'A86 entre Rueil-Malmaison et Jouy-en-Josas aura mis une quarantaine d'années à se concrétiser. Après de multiples hésitations dues notamment à l'opposition des associations et des élus locaux refusant un tracé en surface, l'État attribue le marché à Cofiroute en 1999 après un appel d'offres européen.
Après un retard de plusieurs années, dû à une contestation auprès des tribunaux qui arrête les travaux de 1998 à 2000, à un accident dû à un incendie qui bloque 19 ouvriers dans l'ouvrage en cours de creusement,, puis à un durcissement des normes de sécurité consécutif à l'incendie du tunnel du Mont-Blanc, le tunnel n'est mis en service qu'en juin 2009, entre Rueil-Malmaison et l'A13 (d'abord dans un sens, puis quelques jours plus tard dans les deux sens). La livraison de « VL2 » (nom technique du second tronçon), qui achève le Duplex tout en bouclant l’A86, a été l’occasion d’une grande inauguration, en présence de Pierre Coppey, président de Vinci Autoroutes, de Patrick Ollier, député-maire de Rueil-Malmaison et ministre chargé des Relations avec le Parlement, de Thierry Mariani, secrétaire d’État chargé des Transports, et de Valérie Pécresse, ministre de l’Enseignement supérieur et de la Recherche. La cérémonie s’est terminée par un concert d'Étienne Perruchon accompagné d'un ensemble de 180 musiciens et choristes.
Du 26 juin au 31 août 2009, le tunnel était ouvert tous les jours de 6 h à 22 h. Depuis le 1er septembre 2009, il est ouvert 24 h/24.
Un tunnel complémentaire était prévu à l'origine à l'ouest : baptisé autoroute A112, il devait relier Rueil à l'autoroute A12 à Bailly. Contrairement au Duplex, ce tunnel long de 7,5 kilomètres et réalisé en pente douce de moins d'1,5 %, devait être bidirectionnel et ouvert à tout véhicule de moins de 4,5 m de hauteur. Mais, considérant sa complexité et son coût, il reste au stade des études.

## Tronçons

### Le tronçon Rueil-Malmaison - A13
D'une longueur de 4,5 kilomètres et d'une profondeur maximale de 87 mètres, le tronçon Rueil-Malmaison - A13 (Vaucresson- Le Chesnay) a ouvert le 26 juin 2009 dans le sens Rueil-Malmaison - A13 et le 1er juillet 2009 dans l'autre sens.
La première partie du tunnel ouest, reliant Rueil-Malmaison à l'A13, a été creusée entre novembre 2000 et le 14 octobre 2003 et devait être mise en service en octobre 2007, puis au printemps 2008, le retard étant dû à l'installation des appareils de sécurité (notamment anti-incendie), plus longue que prévu.
Après un an d'exploitation, le tunnel connaît une fréquentation de 12 à 13 000 véhicules par jour, pour l'essentiel vers Nanterre et La Défense.

### Le tronçon A13 - Vélizy
Longue de 5,5 km, la seconde partie, reliant l'A13 à Pont-Colbert, a été creusée entre juin 2005 et le 24 août 2007 et ouverte le 9 janvier 2011.
Sur le mur du tunnel, à l'endroit où il est aligné sur le château de Versailles, une mosaïque longue de 200 mètres a été construite, évoquant la galerie des Glaces et le Roi-Soleil. Elle est l'œuvre de l'artiste italienne Cinzia Pasquali et conçue pour être vue par des automobilistes roulant à 70 km/h en utilisant la technique de l'anamorphose.

## Description

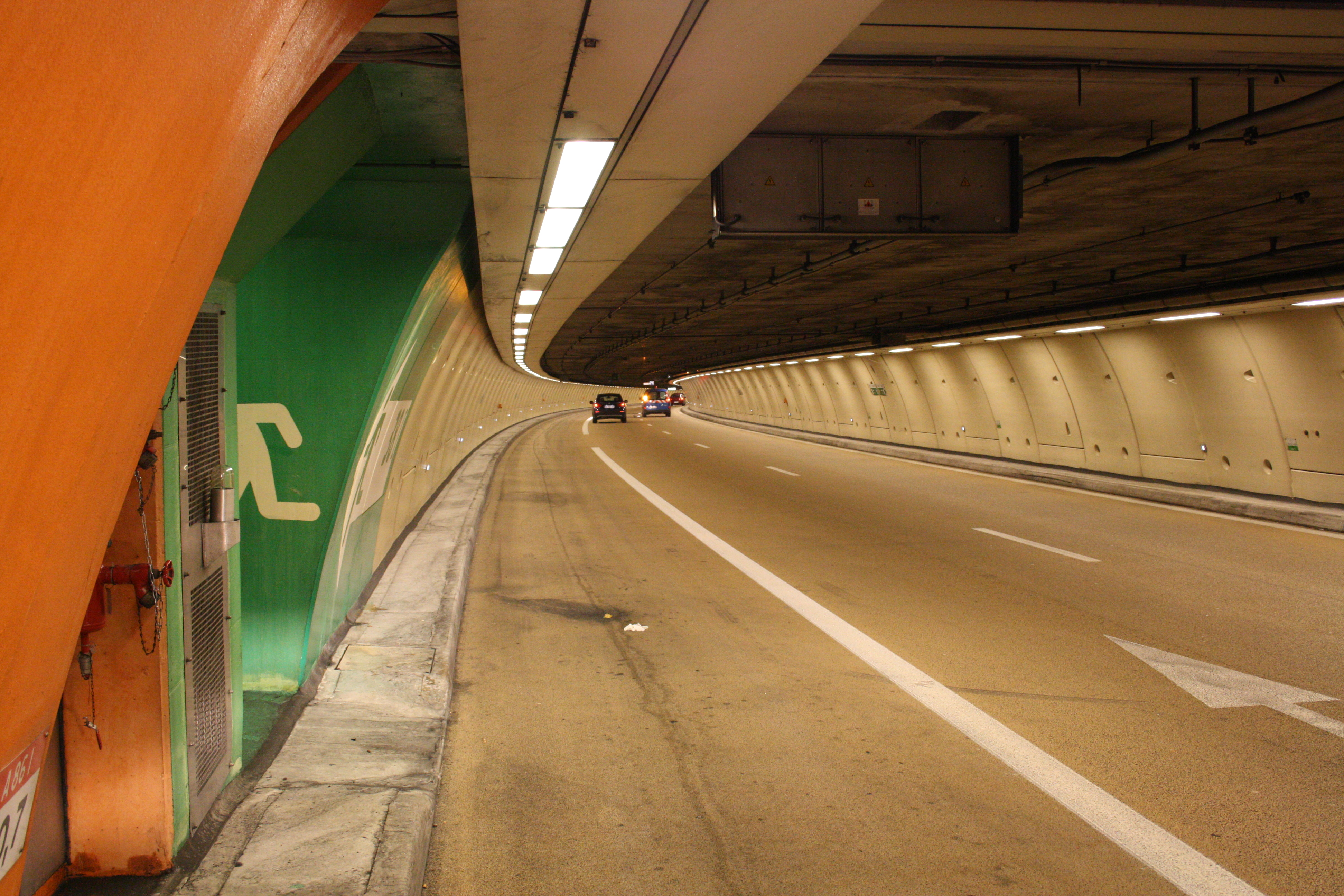
Le Duplex A86 dispose de refuges situés tous les 200 mètres.

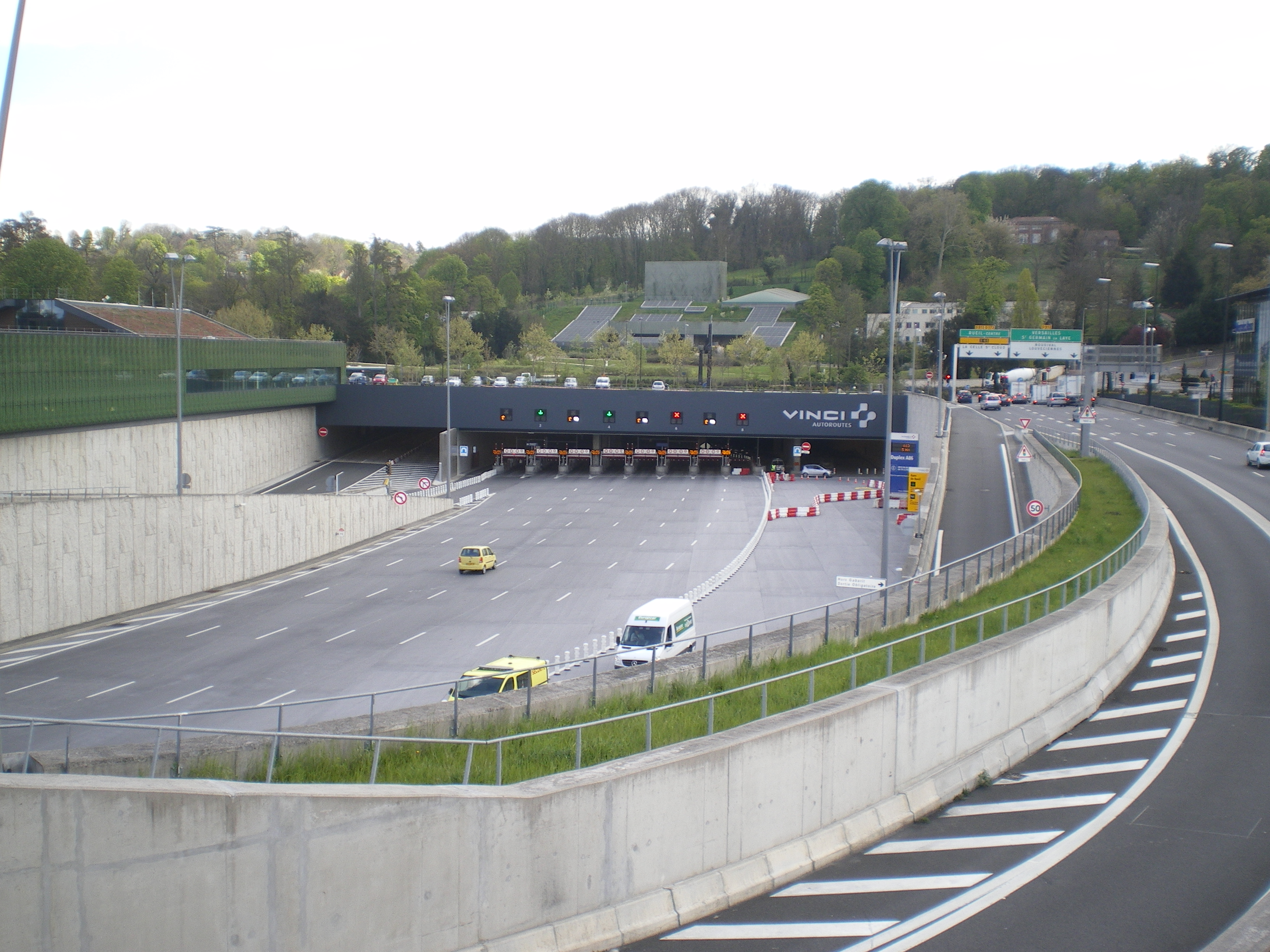
Barrières de péage à l'entrée du tunnel côté Rueil.

Le tunnel constitue le seul tronçon à péage de l'A86. Le choix retenu est celui d'un tunnel monotube, moins cher, mais qui, en raison de sa hauteur réduite, n'est accessible qu'aux véhicules légers (les autres projets proposaient des tunnels bi-tubes). Les véhicules dans le sens nord-sud circulent en dessous des véhicules se dirigeant dans le sens sud-nord. Le gabarit en hauteur des véhicules est limité à 2 m pour une hauteur sous plafond de 2,55 m dans chaque sens. La vitesse y est limitée à 70 km/h et étroitement contrôlée par un radar automatique à chaque kilomètre. Un échangeur est ouvert avec l'A13 à Vaucresson. Initialement prévu en 2 × 3 voies, il est finalement exploité en 2 × 2 voies avec une bande d'arrêt d'urgence, à titre transitoire.
Il présente les caractéristiques suivantes :
- longueur totale : 10 km ;
- diamètre du tube : 10,40 m ;
- profondeur par rapport au terrain naturel : 20 à 90 m ;
- coût : 2,4 milliards d'euros ;
- panneaux à messages variables tous les 400 m ;
- caméras installées tous les 80 m et détection automatique d’incident ;
- refuges tous les 200 m avec postes d’appel d’urgence ;
- 120 000 points de remontées d’information lient le tunnel au PC Sécurité ;
- contrôle de vitesse par radars automatiques constitués de trois séries de radars sur le premier tronçon dans le sens A13 → Rueil (niches de sécurité 41, 50 et juste avant la sortie) et deux séries dans le sens Rueil → A13 (niches de sécurité 50 et 41) ;
- durée du trajet : moins de 10 minutes à 70 km/h.

## Sécurité

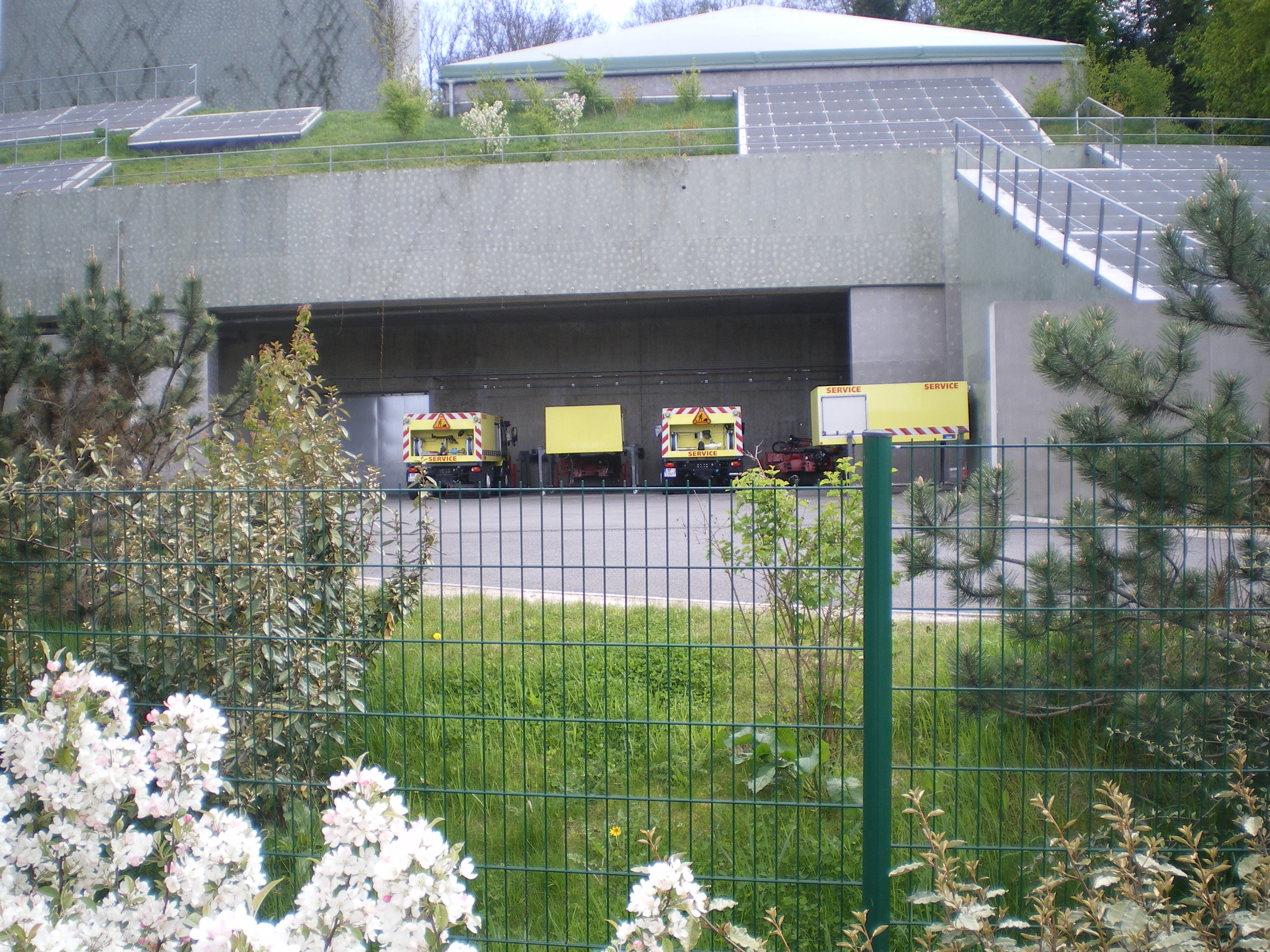
Parking des véhicules spéciaux d'entretien du tunnel.

La sécurité du tunnel est assurée par les nombreuses caméras de vidéosurveillance disposées tous les 80 mètres et surveillées par des opérateurs au poste de contrôle et de surveillance. En outre, un système de détection automatique d'incident leur signale toute anomalie de trafic, tel qu'un ralentissement inhabituel ou un véhicule immobilisé. Les véhicules ne circulant que dans un seul sens par niveau, toute collision frontale est par ailleurs théoriquement impossible.
Le tunnel est aussi équipé d'un système d'extinction automatique d'incendie par brouillard d'eau de la société Marioff, qui permet d'éteindre rapidement et sans dégât, tout départ de feu. Il existe également des colonnes humides à la hauteur de chaque issue de secours, soit une tous les 200 m.

## Véhicules

### Véhicules autorisés
Sont autorisés uniquement les véhicules légers à quatre roues avec un gabarit en hauteur limité à 2 m, ne fonctionnant ni au gaz de pétrole liquéfié (GPL) ni au gaz naturel pour véhicules (GNV). Les deux-roues motorisés et les camions y sont donc interdits, de même que les véhicules transportant des matières dangereuses (catégorie E).
Les véhicules de secours ordinaires, trop hauts, ne peuvent intervenir ; aussi, pour se rendre jusqu'au lieu d'un sinistre, le personnel dispose d'engins spécialement conçus pour l'ouvrage.

### Véhicules en expérimentation
Les véhicules autonomes de niveau 3 sont expérimentés de 2019 à 2022, dans le cadre du consortium SAM (Sécurité et acceptabilité de la conduite et de la mobilité autonome).

### Véhicules interdits

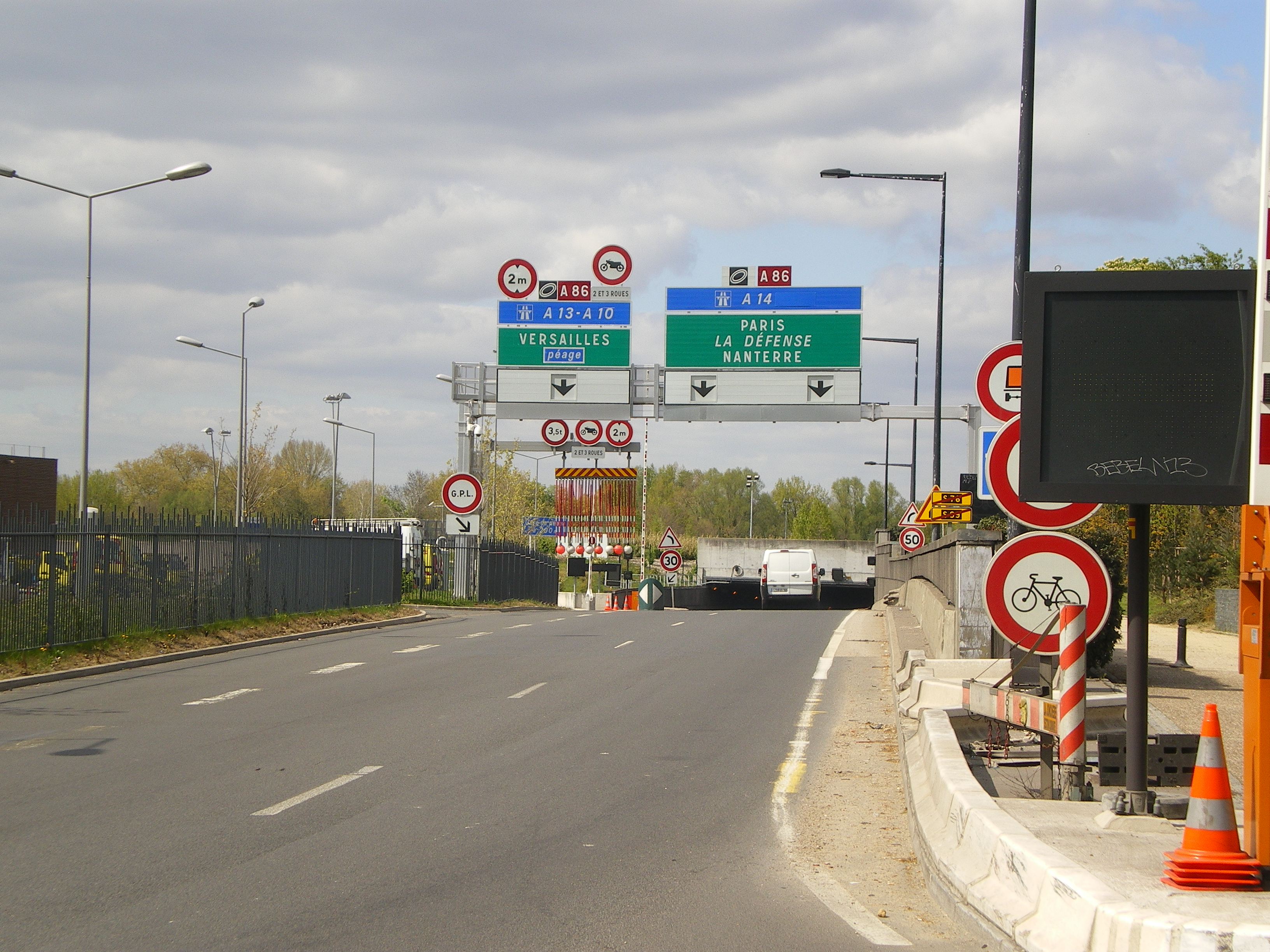
Panneau, sur la voie Versailles (péage) à gauche, indiquant les véhicules non autorisés à emprunter le Duplex A86.

Selon un règlement de la concession de 1995 qui n'a été rendu public qu'au second semestre 2007 et une décision ministérielle du 14 avril 1995, les véhicules d'une hauteur de plus de 2 m, ceux roulant au gaz de pétrole liquéfié (GPL) et ceux roulant au gaz naturel pour véhicules (GNV) et les deux-roues motorisés sont interdits de tunnel.
D'après l'illustration, les véhicules à trois roues seraient également interdits d'entrée dans l'un des tunnels.
Selon la Fédération française des motards en colère (FFMC), l'interdiction d'une infrastructure routière aux motos constitue une première en France. Cofiroute invoque la hauteur maximale de 2 m (qu'un motard se dressant sur ses repose-pieds dépasserait) ou le fait que les motards soient un facteur de stress pour les automobilistes. Plusieurs associations de motards, dont la Fédération précitée, ont manifesté contre cette interdiction pour tenter de convaincre le gestionnaire du tunnel de la lever. En juillet 2009, après une rencontre avec le Préfet des Hauts-de-Seine, Préfet coordonnateur, la FFMC affirmait avoir obtenu gain de cause et être en négociation sur le tarif à appliquer. En juillet 2012, le tribunal administratif de Versailles a rejeté le recours de la FFMC concernant l'interdiction d'accès au tunnel des 2 et 3 roues motorisés.
Un second recours a été déposé à l’ouverture de la seconde portion du tunnel, pour lequel le jugement a été rendu cette fois par le tribunal de Cergy-Pontoise[réf. nécessaire].

## Tarification

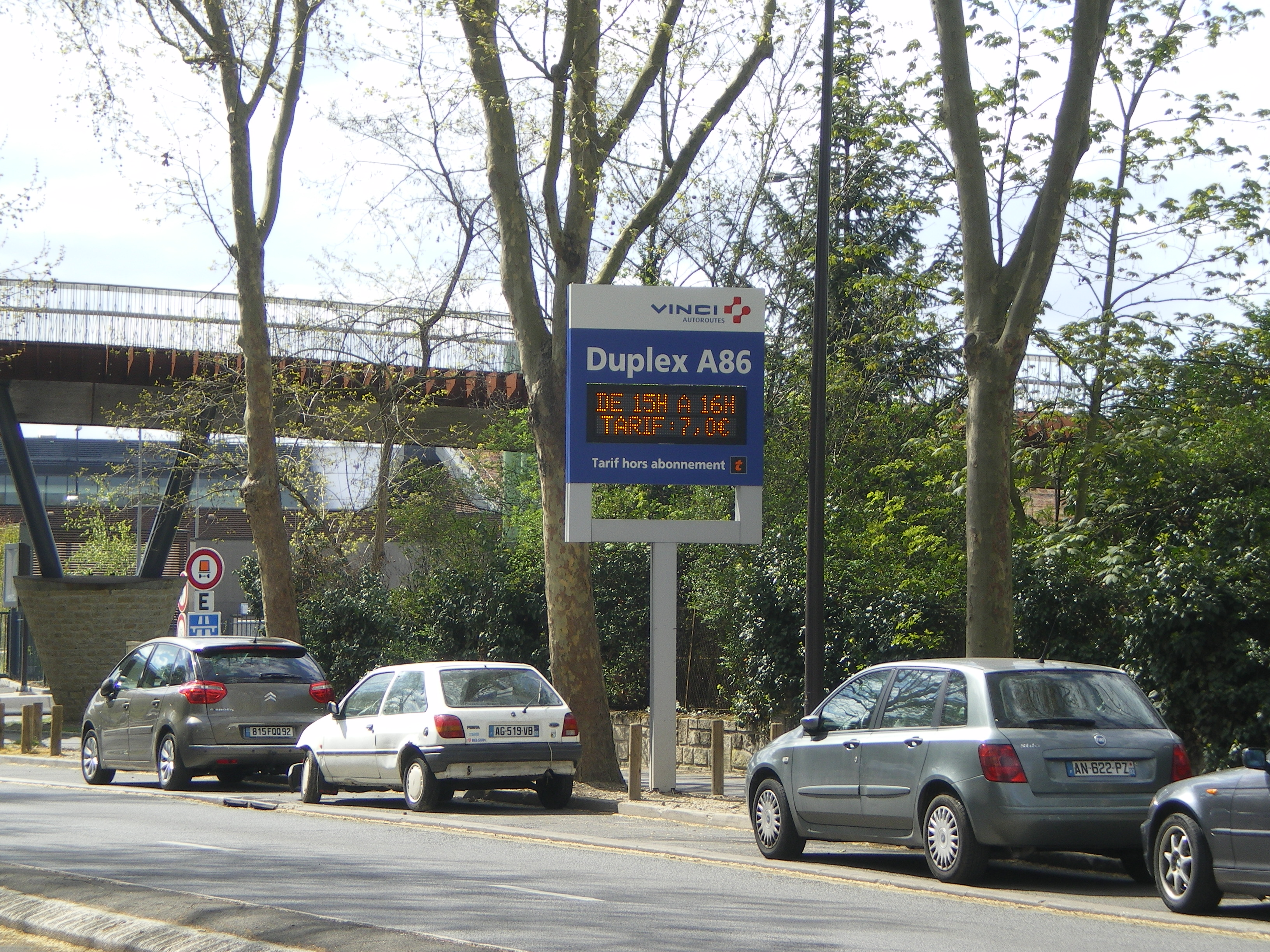
Panneau informant les automobilistes de l'état du tunnel et du tarif en vigueur.

Avec l'ouverture du second tronçon le 9 janvier 2011, la tarification devient particulièrement complexe, variant selon le moment où l'on emprunte l'ouvrage, la possession ou non d'un badge « LiberT » et le choix ou non d'un abonnement. Pour les usagers dotés d'un badge, trois formules sont proposées ; en revanche, les autres usagers entrant au nord à Rueil, ou au sud à Pont Colbert, doivent s'acquitter du tarif d'utilisation de la totalité de l'ouvrage, même en le quittant à mi-parcours à Vaucresson, les barrières de péage se situant à l'entrée et non à la sortie. Pour cette raison, seuls les automobilistes entrant à Vaucresson, et non y sortant, bénéficient d'une légère réduction.
Les tarifs applicables sont consultables sur le site de Vinci Autoroutes, dédié à cet ouvrage.